# Neuwiedia zollingeri
Neuwiedia zollingeri é uma espécie de orquídea terrestre, família Orchidaceae, que habita o Sudeste asiático.